# Loi de Say
Pour les articles homonymes, voir Say.

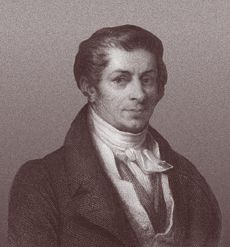
Jean-Baptiste Say (1767-1832)

La loi de Say, ou loi des débouchés, est une loi économique selon laquelle l'offre crée sa propre demande. La production d'un bien ou d'un service offre un débouché à d'autres produits du montant de la même valeur par le biais du versement des salaires. 
Elle doit son nom à Jean-Baptiste Say pour l'avoir mis en évidence pour la première fois dans Traité d'économie politique (1803). 
Il s'agit d'un des piliers de l'école néoclassique. 

## Concept

### Principes
Jean-Baptiste Say part de l'idée selon laquelle chaque bien vendu sur le marché possède en lui-même une valeur, qui est sa valeur de production. Cette valeur trouve sa contrepartie dans le salaire qui est versé aux travailleurs pour la production du bien. Chaque bien mis sur le marché (l'offre) dispose ainsi d'un équivalent monétaire versé aux consommateurs (la demande). C'est pourquoi Say écrit que « la presque totalité des produits d'une nation se distribue, non en nature, mais en argent, aux personnes dont ils composent les revenus ». 
Say postule que la monnaie ne peut être désirée pour elle-même, car elle n'est qu'un voile, de l'huile dans le rouage des échanges économiques. Dès lors, les agents économiques ne peuvent désirer détenir de la monnaie pour elle-même : en d'autres termes, dès qu'ils obtiennent de la monnaie, ils sont pressés de convertir leur monnaie en marchandise afin que « la valeur de l'argent ne chôme pas entre leurs mains » ; il en va de même des producteurs, qui souhaitent se défaire de la monnaie pour acheter des biens intermédiaires (biens nécessaires à la production). L'offre constitue par conséquent la demande par le biais d'un circuit économique.  
L'économiste peut en conclure que la mise en vente d'un bien sur le marché provoque une demande pour un autre bien, et est l'occasion pour autrui de proposer autre chose pour obtenir ce que le premier offre. Faire une offre c'est donc créer une demande, non pas pour le produit qui vient d'être offert, mais pour les autres produits. Say résume cela en écrivant : « Puisque la valeur produite a été distribuée en argent, tous ceux qui ont pris part à cette distribution sont obligés, pour la consommer, de la transformer, par un nouvel échange, en objet de consommation : c'est-à-dire d'acheter des choses qui doivent servir à satisfaire tous leurs besoins ». L'exemple le plus courant donné a posteriori est celui d'Henry Ford, qui, en augmentant le prix de ses voitures et la rémunération de ses ouvriers, leur a permis de dépenser leur salaire en achetant ses voitures.
La loi des débouchés se retrouve selon les formules « c’est la production qui ouvre des débouchés aux produits », « un produit terminé offre, dès cet instant, un débouché à d’autres produits pour tout le montant de sa valeur », ou encore « l’achat d’un produit ne peut être fait qu’avec la valeur d’un autre ». 

### Postulat
La loi de Say ne peut fonctionner que par le postulat fondateur de l'école classique d'économie selon laquelle la monnaie est neutre. Elle ne peut pas, dans le modèle de Say, être désirée pour elle-même : la monnaie n'est qu'un intermédiaire d'achat. Bien sûr, un manque de monnaie peut contrarier les affaires, car sinon il faut en revenir au troc ; mais une abondance de monnaie ne stimulera pas l'économie.
En posant comme postulat que la monnaie ne peut pas être désirée pour elle-même, Say évacue la possibilité d'une fuite macroéconomique, c'est-à-dire qu'il refuse la possibilité que le revenu distribué par les entreprises, équivalent à l'offre produite par celle-ci, puisse ne pas être renvoyé dans le système économique. Les revenus sont considérés comme étant ou bien consommés, ou bien investis, ce qui est une forme de consommation.
Say résume ce postulat en quelques formules. Il demande : « Pourquoi désirez-vous cet argent ? N’est-ce pas dans le but d’acheter des matières premières pour votre industrie, ou des comestibles pour votre bouche ? ». Il conclut que « l’argent n’est que la voiture de la valeur des produits ».

### Portées
La formulation de Jean-Baptiste Say implique qu'une surproduction ne peut pas être généralisée mais est nécessairement sectorielle. Un secteur peut être en surproduction, mais cela signifierait qu'un autre est en sous-production, car la valeur dans l'économie est toujours égalisée. Cela exige toutefois que la circulation des produits soit libre et sans entraves. Dans un tel système à l'équilibre, le chômage ne peut qu'être passager et ne dure que « le temps que toute marchandise se rende aux lieux où l'on en a besoin ».
La loi de Say a eu une grande postérité économique et fait l'objet de débats et controverses. Cela est en partie dû à des divergences d'interprétation de la loi de Say. L'interprétation dominante aujourd'hui[réf. nécessaire] est celle qui en a été faite par John Maynard Keynes, selon laquelle la loi impliquerait l'impossibilité de déséquilibres macroéconomiques à court terme. Or, Say admet l'existence de déséquilibres de court terme, mais soutient que la demande ne peut pas mettre une limite à la croissance du produit dans le long terme.
La loi a fait l'objet d'une critique par John Maynard Keynes, qui l'a reformulée en termes keynésiens, « la valeur de la demande agrégée est égale à la valeur de l'offre agrégée, pour tous les niveaux de production et d'emploi », avant de la critiquer.

## Histoire

### Chez Jean-Baptiste Say
Jean-Baptiste Say formule ce qui sera postérieurement appelé « loi de Say » dans son Traité d'économie politique de 1803. Les formulations les plus claires de sa loi sont issues de la 6e édition, livre I, chapitre XV, Des débouchés. Il écrit que « c’est la production qui ouvre des débouchés aux produits », car « l’achat d’un produit ne peut être fait qu’avec la valeur d’un autre ». De fait, « un produit terminé offre, dès cet instant, un débouché à d’autres produits pour tout le montant de sa valeur ». Par conséquent, « le fait seul de la formation d’un produit ouvre, dès l’instant même, un débouché à d’autres produits ». La phrase, devenue adage, selon laquelle « l'offre crée sa propre demande », n’apparaît pas dans les écrits de l'auteur et n'est qu'une reformulation a posteriori.
Fondamentalement, le producteur d'un produit nouveau ouvre des perspectives nouvelles d'échanges, d'une part du fait qu'il offre quelque chose de plus aux autres, et devient de ce fait plus solvable ; d'autre part parce qu'il offre par son apport l'occasion pour les autres producteurs d'un nouveau débouché pour leurs produits.
Le paragraphe suivant extrait du chapitre sus-cité du Traité d'économie politique de Jean-Baptiste Say résume de manière concise son argumentation :

« Il est bon de remarquer qu’un produit terminé offre, dès cet instant, un débouché à d’autres produits pour tout le montant de sa valeur. En effet, lorsque le dernier producteur a terminé un produit, son plus grand désir est de le vendre, pour que la valeur de ce produit ne chôme pas entre ses mains. Mais il n’est pas moins empressé de se défaire de l’argent que lui procure sa vente, pour que la valeur de l’argent ne chôme pas non plus. Or, on ne peut se défaire de son argent qu’en demandant à acheter un produit quelconque. On voit donc que le fait seul de la formation d’un produit ouvre, dès l’instant même, un débouché à d’autres produits »

Autrement dit, plus il y a de biens produits, plus ces biens peuvent ouvrir une demande pour d'autres biens : en effet ces biens nouvellement produits peuvent être offerts en échange d'autres biens. Inversement, toute nouvelle demande qui n'est pas précédée d'une production préalable n'offre en réalité aucune perspective d'échange. En effet, il n'y a aucun débouché nouveau : cette demande est une demande insolvable qui ne peut stimuler la production.

### Chez John Stuart Mill
John Stuart Mill écrit Principes de l'économie politique (Principes of Political Economy), dans laquelle il met expressément en avant la loi de Say :

       Ce qui constitue les moyens de paiement pour des biens est simplement des biens. Ce dont chaque personne dispose pour payer les productions des autres gens est constitué de ce qu'il possède lui-même. Tous les vendeurs sont inévitablement, et par le sens propre du mot, des acheteurs. Si nous pouvions tout soudain doubler les forces productives du pays, nous doublerions l'offre de biens sur tous les marchés ; mais, du même coup, nous doublerions le pouvoir d'achat ; tout le monde pourrait acheter deux fois plus, parce que chacun aurait deux fois plus à offrir en échange. (Principles of Political Economy, livre III, Chap. xiv. § 2.)

Toutefois, Mill se montre critique envers la thèse de Say de l'impossibilité d'une crise de surproduction généralisée. Dans son Essays on Some Unsettled Questions of Political Economy, il écrit qu'il arrive qu'il y ait une « anxiété générale à vendre, et un manque d'enclin généralisé à acheter », de telle sorte que les biens « restent longtemps invendus », forçant les prix de vente à la baisse. Or, dans une telle situation, « les personnes en général [...] préfèrent posséder de la monnaie que tout autre bien ». De fait, il existe des situations d'excès temporaire de biens de manière généralisée, « non pas en conséquence d'une surproduction, mais d'un manque de confiance commerciale ».

### Chez Léon Walras
Léon Walras reprend la loi de Say. Il s'intéresse à la question de l'impossibilité d'une surproduction généralisée. Il écrit ainsi : « Si [à un système de prix] la demande totale de certaines marchandises est supérieure à l'offre, l'offre des autres marchandises est supérieure à la demande, et réciproquement ». La loi établie par Walras diverge toutefois sur plusieurs points de la loi de Say, et a donné lieu à la loi de Walras.

### Chez John Maynard Keynes
Dans Théorie générale de l'emploi, de l'intérêt et de la monnaie, chapitre 2, section VI, John Maynard Keynes rappelle le principe de la loi de Say :

   Du temps de Say et Ricardo les économistes classiques enseignaient que l'offre crée sa propre demande ; — exprimant par là dans un sens significatif, bien que non clairement défini, que l'ensemble des coûts de production sont nécessairement dépensés de façon agrégée, directement ou indirectement, lors de l'achat du produit.

Keynes exprime donc « l'offre crée sa propre demande » en liant cela aux coûts de production : le producteur a engagé des frais, il a exprimé une demande avant d'avoir un produit à vendre, et il demandera à l'acheteur de son produit de couvrir ces frais. Il précise ensuite dans la section VII sa formulation de la loi :

L'offre crée sa propre demande en ce sens que le prix global de la demande est égal au prix global de l'offre pour tous les niveaux de production et d'emploi.
Supply creates its own demand in the sense that the aggregate demand price is equal to the aggregate supply price for all levels of output and employment.

## Portée

### Politique de l'offre
De la loi de Say, plusieurs préconisations de politiques publiques peuvent être tirées. La première est ce que l'on a appelé la politique de l'offre : la stimulation de la demande est inutile dès lors qu'il n'y a pas un accroissement de l'offre. Ainsi, une bonne politique économique lors d'une crise de surproduction est de stimuler l'offre dans les secteurs en situation de sous-production (dont l'existence est nécessaire du fait d'une surproduction dans d'autres secteurs). De cette manière, les moyens de production doivent se déplacer du premier secteur vers le second, rééquilibrant le marché.

### Crises économiques
Les crises économiques peuvent, selon Say, exister. Elles sont toutefois sectorielles, et jamais généralisées, car un secteur en surproduction signifie qu'un autre est en sous-production. Les crises sectorielles sont dues à ce que les producteurs peuvent mal estimer leur demande (qui doit correspondre à la production des autres secteurs) et la production de leurs concurrents. Il en résulte un déséquilibre entre deux groupes de biens : ceux produits en trop grande quantité et ceux produits en quantité insuffisante. Les premiers ne trouvent alors plus leur contrepartie à cause du manque des seconds, et ceci jusqu'à ce que les moyens de production se déplacent vers la production des biens manquants, ce qui aura pour effet de corriger le déséquilibre.
Il peut également y avoir des causes non-économiques à une crise généralisée, comme un blocus militaire, des entraves douanières, une ponction fiscale ou une catastrophe naturelle bloquant des échanges existant précédemment entre les différents producteurs, les mettant tous à la fois en surproduction de ce qu'ils vendaient et en sous-consommation de ce qu'ils achetaient.
Jean-Baptiste Say exprime la chose de la façon suivante, dans le même ouvrage : 

« Cela étant ainsi, d’où vient, demandera-t-on, cette quantité de marchandises qui, à certaines époques, encombrent la circulation, sans pouvoir trouver d’acheteurs ? Pourquoi ces marchandises ne s’achètent-elles pas les unes les autres ? Je répondrai que des marchandises qui ne se vendent pas, ou qui se vendent à perte, excèdent la somme des besoins qu’on a de ces marchandises, soit parce qu’on en a produit des quantités trop considérables, soit plutôt parce que d’autres productions ont souffert. Certains produits surabondent, parce que d’autres sont venus à manquer.
En termes plus vulgaires, beaucoup de gens ont moins acheté, parce qu’ils ont moins gagné ; et ils ont moins gagné, parce qu’ils ont trouvé des difficultés dans l’emploi de leurs moyens de production, ou bien parce que ces moyens leur ont manqué. »

## Critiques

### Critique marxiste
Karl Marx avance un début de réfutation de la loi de Say dans le Capital. Selon lui, le cycle argent-marchandise-argent (A-M-A') peut être rompu dès lors que la vente M-A (transformation d'une marchandise en argent) implique non pas un achat futur A-M', mais une thésaurisation (autrement dit, A-M-A'-Th). Dans ce cas, l'offre de marchandises peut être, ne serait-ce que provisoirement, supérieure à la demande. Il l'exprime de manière littéraire en ces termes : « [il n'y a] rien de plus niais que le dogme d'après lequel la circulation implique nécessairement l'équilibre des achats et des ventes, vu que toute vente est achat, et réciproquement […] Personne ne peut vendre sans qu'un autre achète ; mais personne n'a besoin d'acheter immédiatement parce qu'il a vendu. »
La deuxième critique de Marx est que, si les producteurs souhaitent échanger la monnaie qu'ils reçoivent au plus vite contre une autre marchandise, alors signifie que personne ne souhaite accumuler du capital pécuniaire. Or, pour Marx, la caractéristique essentielle du capitalisme est le désir d'accumulation.

### Critique keynésienne
John Maynard Keynes critique la loi de Say, notamment dans sa Théorie générale de l'emploi, de l'intérêt et de la monnaie. Il renverse la proposition et soutient que c'est au contraire la demande qui crée l'offre. Keynes considère que l'économie a trop souvent négligé l'effet de la demande des consommateurs. Or, selon lui, l'offre est déterminée par les anticipations de la demande (demande effective). Keynes replace par conséquent la demande des consommateurs et les anticipations (parfois erronées) des entrepreneurs au centre de son analyse. Les anticipations de demande peuvent se tromper, et causer des surproductions ou des sous-productions.
Afin de récuser la loi de Say, Keynes doit montrer que l'offre, par le biais des salaires versés, n'est pas intégralement utilisée pour consommer. Pour ce faire, Keynes part du postulat initial de Say, à savoir que la monnaie n'est pas désirée pour elle-même, et qu'ainsi les agents économiques souhaitent la transformer en biens aussitôt obtenue. L'économiste anglais comprend que dès lors que ce postulat est brisé, la loi de Say est remise en cause : en soutenant que la monnaie peut être désirée pour elle-même, il montre que l'intégralité du revenu n'est pas consommé, ni même investi, provoquant une fuite macroéconomique qui brise l'égalité offre = demande. Cette fuite macroéconomique est due à ce que la monnaie gagnée par les agents économiques est désirée pour elle-même pour plusieurs raisons, dont par précaution (motif de précaution). La monnaie ainsi thésaurisée n'est pas réinjectée dans l'économie. L'offre peut être supérieure au revenu distribué, et donc, une crise de surproduction généralisée peut avoir lieu.